# TJ Dynamo DPMO Ostrava

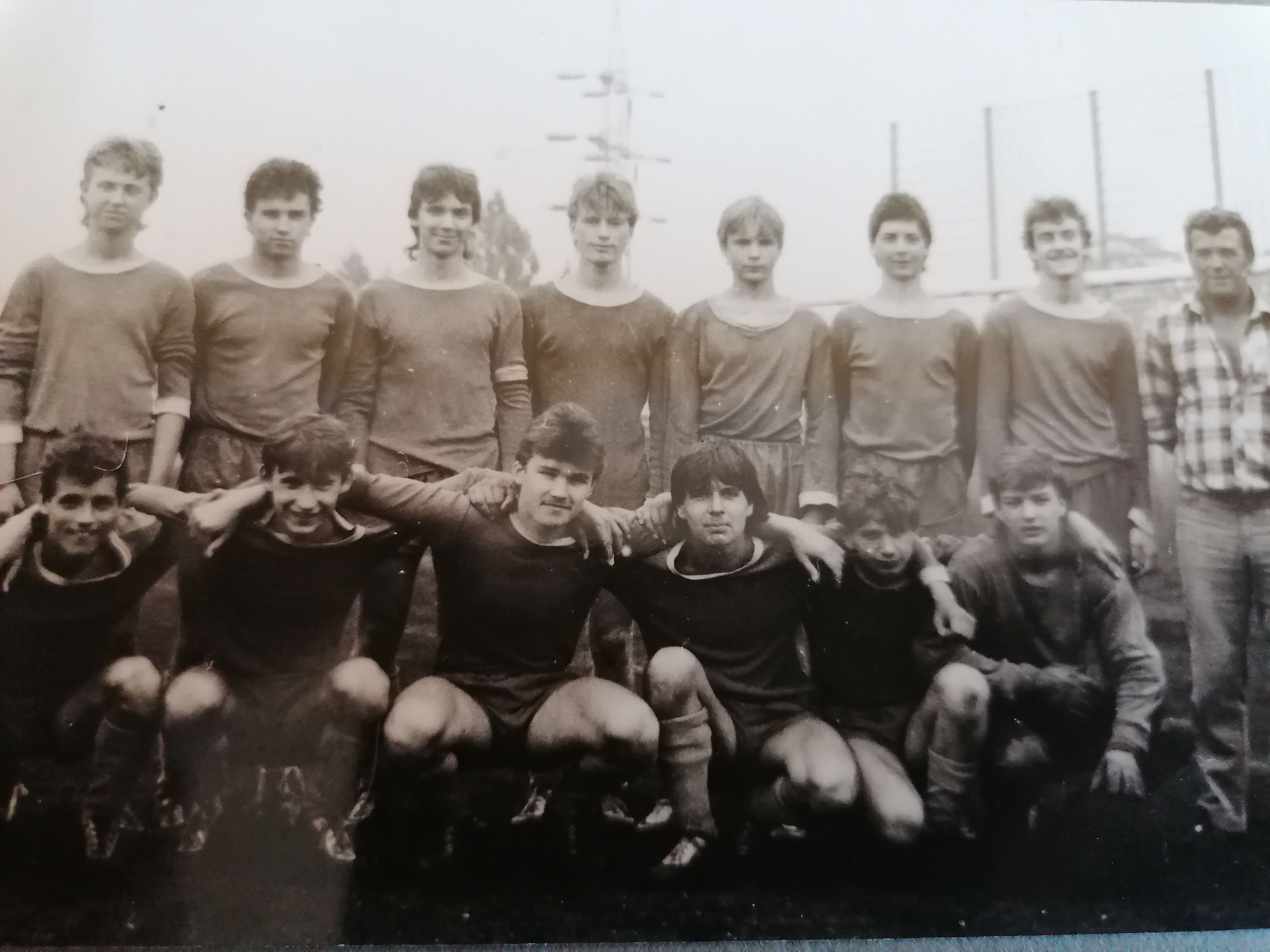
Mužstvo dorostu (rok neuveden)

Tělovýchovná jednota Dynamo DPMO Ostrava byl český fotbalový klub z ostravského městského obvodu Martinov, naposled hrající v sezóně 2007/08 Ostravskou městskou soutěž (9. nejvyšší soutěž). V roce 1948-49 hrstka nadšenců vzkřísila doslova z ničeho mužstvo kopané. Prvním názvem klubu bylo XI Společnost Moravských Místních drah, poté Dopravní podniky a v polovině roku 1953 dochází k přejmenování na DSO Dopravní podnik města Ostrava, poté na TJ Dynamo DPMO Ostrava. Dne 10.8.1969 se v Martinově otevřelo hřiště Dynama,které se později rozrostlo v pěkný sportovní areál. Kromě toho bylo ustanoveno mužstvo žáků a dorostu. Mužstvo mužů vyhrálo Pohár osvobození a hřiště mělo svého prvního správce (František Jendřejšík). Historicky nejlepším střelcem mužstva se stal Ballner se 161 góly a hráčem s nejvíce odehraných zápasů byl Martiňák s 591 zápasy. Dalšími hráči, kteří hráli za mužstvo, byli například Garba, Konvička, Krejčí, Kucharský, Šulič, Telecký, Obadal, Herejk Marcel a Zdeněk, Holiš, Říkovský, Tesarčík Petr a Radek, Nagy Petr a Pavel, Novotný, Kacíř, Augustini, Marušík, Písek, Dolanský, Enšpígl, Kaluža, Režný, Ponča, Krištof, Křižák, Gromotovič.

## Umístění v jednotlivých sezonách
Zdroj: 
Legenda: Z - zápasy, V - výhry, R - remízy, P - porážky, VG - vstřelené góly, OG - obdržené góly, +/- - rozdíl skóre, B - body, červené podbarvení - sestup, zelené podbarvení - postup, fialové podbarvení - reorganizace, změna skupiny či soutěže
|  | Československo (1992 – 1993) |                                 |                                      |    |    |   |    |     |     |      |    |        |
|  |                              |                                 |                                      |    |    |   |    |     |     |      |    |        |
|  | Sezóny                       | Liga                            | Úroveň                               | Z  | V  | R | P  | VG  | OG  | +/-  | B  | Pozice |
|  | 1954                         | Okresní přebor                  |                                      | 20 | 19 | 1 | 0  | 74  | 12  |      | 39 | 1.     |
|  | 1955                         | Okresní přebor                  |                                      | 22 | 9  | 1 | 12 | 47  | 72  |      | 19 | 7.     |
|  | 1956                         | Okresní přebor                  | tabulka nedochována                  |    |    |   |    |     |     |      |    | 9.     |
|  | 1957-58                      | III.třída                       |                                      | 33 | 17 | 5 | 11 | 77  | 68  |      | 39 | 3.     |
|  | 1958-59                      | III.třída                       | po podzim.části vyloučeno ze soutěže |    |    |   |    |     |     |      |    |        |
|  | 1964-65                      | III.třída                       |                                      | 22 | 2  | 1 | 19 | 16  | 99  |      | 5  | 12.    |
|  | 1965-66                      | III.třída                       |                                      | 26 | 2  | 4 | 20 | 31  | 88  |      | 8  | 13.    |
|  | 1966-67                      | III.třída                       |                                      | 24 | 11 | 2 | 11 | 58  | 47  |      | 24 | 6.     |
|  | 1967-68                      | III.třída                       |                                      | 24 | 15 | 0 | 9  | 68  | 49  |      | 30 | 5.     |
|  | 1968-69                      | III,třída                       |                                      | 18 | 8  | 3 | 7  | 33  | 35  |      | 19 | 7.     |
|  | 1969-70                      | III.třída                       |                                      | 24 | 12 | 3 | 9  | 62  | 45  |      | 27 | 5.     |
|  | 1970-71                      | III.třída                       |                                      | 22 | 14 | 2 | 6  | 66  | 20  |      | 30 | 3.     |
|  | 1971-72                      | III.třída                       |                                      | 24 | 15 | 3 | 6  | 52  | 25  |      | 33 | 4.     |
|  | 1972-73                      | III.třída                       |                                      | 28 | 16 | 2 | 10 | 65  | 38  |      | 34 | 5.     |
|  | 1973-74                      | III.třída                       |                                      | 30 | 24 | 4 | 2  | 103 | 17  |      | 52 | 1.     |
|  | 1974-75                      | Okresní přebor                  |                                      | 26 | 10 | 6 | 10 | 49  | 47  |      | 26 | 7.     |
|  | 1975-76                      | Okresní přebor                  |                                      | 28 | 16 | 2 | 10 | 57  | 30  |      | 34 | 3.     |
|  | 1976-77                      | Okresní přebor                  |                                      | 26 | 11 | 5 | 10 | 35  | 30  |      | 27 | 6.     |
|  | 1977-78                      | Okresní přebor                  |                                      | 26 | 12 | 6 | 8  | 49  | 22  |      | 30 | 6.     |
|  | 1978-79                      | Okresní přebor                  |                                      | 26 | 18 | 3 | 5  | 61  | 21  |      | 39 | 1.     |
|  | 1979-80                      | I.B třída                       |                                      | 22 | 9  | 5 | 8  | 27  | 31  |      | 23 | 6.     |
|  | 1980-81                      | I.B třída                       |                                      | 26 | 5  | 5 | 16 | 26  | 59  |      | 15 | 13.    |
|  | 1981-82                      | Okresní přebor                  |                                      | 26 | 9  | 7 | 10 | 39  | 39  |      | 25 | 7.     |
|  | 1982-83                      | Okresní přebor                  |                                      | 26 | 11 | 8 | 7  | 38  | 30  |      | 30 | 3.     |
|  | 1992/93                      | I. B třída Slezské župy – sk. B | 7                                    | 26 | 8  | 7 | 11 | 35  | 48  | -13  | 23 | 9.     |
|  | Česko (1993 – 2008)          |                                 |                                      |    |    |   |    |     |     |      |    |        |
|  |                              |                                 |                                      |    |    |   |    |     |     |      |    |        |
|  | Sezóny                       | Liga                            | Úroveň                               | Z  | V  | R | P  | VG  | OG  | +/-  | B  | Pozice |
|  | 1993/94                      | I. B třída Slezské župy – sk. B | 7                                    | 26 | 3  | 5 | 18 | 25  | 58  | -33  | 11 | 14.    |
|  | ...                          |                                 |                                      |    |    |   |    |     |     |      |    |        |
|  | 2003/04                      | Ostravský městský přebor        | 8                                    | 26 | 6  | 5 | 15 | 40  | 56  | -16  | 23 | 11.    |
|  | 2004/05                      | Ostravský městský přebor        | 8                                    | 26 | 10 | 5 | 11 | 54  | 63  | -9   | 35 | 8.     |
|  | 2005/06                      | Ostravský městský přebor        | 8                                    | 24 | 7  | 3 | 14 | 34  | 57  | -23  | 24 | 9.     |
|  | 2006/07                      | Ostravský městský přebor        | 8                                    | 24 | 1  | 2 | 21 | 18  | 184 | -166 | 5  | 13.    |
|  | 2007/08                      | Ostravská městská soutěž        | 9                                    | 24 | 3  | 0 | 21 | 18  | 93  | -75  | 9  | 13.    |